# Chīromābād
Chīromābād (persiska: چیرم آباد) är en ort i Iran.   Den ligger i provinsen Hormozgan, i den sydöstra delen av landet, 1 000 km sydost om huvudstaden Teheran. Chīromābād ligger 468 meter över havet och antalet invånare är 435.
Terrängen runt Chīromābād är platt åt nordväst, men åt sydost är den kuperad. Chīromābād ligger nere i en dal. Runt Chīromābād är det ganska glesbefolkat, med 28 invånare per kvadratkilometer. Närmaste större samhälle är Hīzbandegān, 9,3 km nordost om Chīromābād. Trakten runt Chīromābād är ofruktbar med lite eller ingen växtlighet.